# Rostros olvidados
Rostros olvidados es una película dramática mexicana de 1952 dirigida por Julio Bracho y protagonizada por Libertad Lamarque, Julián Soler, Alicia Caro y Ramón Gay.

## Argumento
Rosario Velázquez (Libertad Lamarque) es una cantante que tiene un romance con Roberto Casahonda (Julián Soler), un hombre casado, con quien tiene una hija. Tras dejar accidentalmente a su hija en un tren, Rosario cree que la niña murió cuando el tren se estrella, lo que hace que Rosario pierda la cordura y sea internada a una institución psiquiátrica. A su salida del sitio, Rosario se reúne con el ahora viudo Roberto, quien le revela la verdad: la hija de ambos está viva, y Roberto la crio junto a las dos hijas de su matrimonio. Rosario intenta descubrir cuál de las tres es su hija acercándose a ellas; aunque Rosario logra hacerse amiga de dos de ellas fácilmente, Claudia (Alicia Caro) es reacia a ella. Rosario se vuelve especialmente decidida a ganarse la confianza de Claudia después de ver la historia repetirse cuando descubre que Claudia tiene un romance con un hombre casado, Manuel Lezcano (Ramón Gay).

## Reparto
- Libertad Lamarque como Rosario Velázquez.
- Julián Soler como Roberto Casahonda.
- Alicia Caro como Claudia.
- Ramón Gay como Manuel Lezcano.
- Anabel Gutiérrez como Julieta (como Anabelle).
- Pedro Vargas como Cantante.
- Jesús Valero como Telegrafista.
- Martha Roth como Marta.
- Yolanda del Valle como Esposa de Manuel (no acreditada).
- Enrique Díaz Indiano como Enrique - empresario (no acreditado).
- Lidia Franco como Doncella (no acreditada).

## Producción
El productor ejecutivo de la película, Alfonso Patiño Gómez, afirmó que la combinación del director Julio Bracho y la actriz protagonista Libertad Lamarque resultaba «extraña», describiéndolos como «elementos muy heterogéneos», ya que «él no es el tipo característico para dirigir melodramas y ella es la mejor intérprete de este tipo».

## Recepción
Jesús Ibarra en Los Bracho: tres generaciones de cine mexicano dijo con respecto a las críticas contemporáneas de la película que «la crítica fue muy benévola», y que «significó un nuevo éxito en taquilla» para el director Julio Bracho. Sin embargo, una crítica retrospectiva de Carlos Fuentes en Pantallas de plata la describió como un «melodrama inclasificable», «con Libertad Lamarque en su enésima interpretación de la mater dolorosa».